# Der Herr ohne Wohnung (film, 1915)
Pour plus de détails, voir Fiche technique et Distribution.
Der Herr ohne Wohnung (en français, Le Monsieur sans logement) est un film austro-hongrois réalisé par Fritz Freund sorti en 1915.

## Synopsis
Un baron qui aime s'amuser célèbre le Polterabend. Il aimerait terminer la journée dans son café habituel et est déjà assez éméché à son arrivée. Au moment de sortir, il confond son manteau avec celui d'un professeur de médecine quelque peu distrait nommé Mandling. Un agent de sécurité, qui voit le baron trébucher, appelle un fiacre pour le gentleman manifestement nécessiteux. Le baron est si bien rond qu'il ne se souvient de son adresse que sous une forme rudimentaire, quelque chose à propos du n°4, au premier étage, mais la rue est tombée de son esprit. Le fiacre Kreindl est de bonne humeur et prêt à le conduire devant tous les numéros de maison 4, dans le vague espoir que le passager se souviendra à nouveau. La promenade en calèche avec le fidèle cheval gris Genoveva en face se transforme en un aller-retour à travers Vienne jusqu'à ce qu'on arrête devant un bar pour le petit-déjeuner au matin. Le cheval de bonne humeur reçoit d'abord son sac d'avoine, et le cocher s'offre une chope de bière. Des noctambules de la nuit dernière se promènent et invitent le baron à les rejoindre pour vider une autre bouteille de champagne.
Quand on apprend le sort du baron, une personne présente a la glorieuse idée de fouiller dans les poches du monsieur sans appartement afin de trouver éventuellement une référence à son domicile. On découvre alors l'adresse de M. Mandling. Dans une ambiance animée, le noble est escorté par ses nouveaux amis jusqu'à l'appartement du professeur et y est jeté. Quelques heures plus tôt, le propriétaire de l'appartement s'est précipité au café après avoir découvert qu'il avait mis le mauvais manteau et l'a emporté avec lui. Après une série de confusions supplémentaires, le professeur Mandling retourne enfin dans son propre appartement, où il trouve le baron endormi avec bonheur. Une potion de sommeil préparée par le professeur trouve le mauvais chemin et se retrouve dans la gorge du chauffeur de taxi. Heureusement Genoveva connaît le chemin de sa maison depuis 17 ans et retourne dans une écurie sans aucune aide humaine après que le baron, maintenant sobre et bien reposé, soit monté sur le siège du conducteur et soit rentré chez lui. Mais maintenant, le baron doit être solide comme le roc, car aujourd'hui il se marie. Le conducteur de fiacre et Genoveva sont également de la fête.

## Fiche technique
- Titre original : Der Herr ohne Wohnung
- Réalisation : Fritz Freund
- Scénario : Rudolf Österreicher, Béla Jenbach d'après leur pièce
- Photographie : Ottmar Ostermayr (de)
- Production : Erich Pommer
- Sociétés de production : Wiener Autorenfilm
- Pays d'origine :  Autriche-Hongrie
- Langue : allemand
- Format : Noir et blanc - 1,33:1 - 35 mm
- Genre : Comédie
- Durée : 63 minutes
- Dates de sortie :
  - Hongrie : 18 octobre 1915.
  - Autriche : 31 décembre 1915.

## Distribution
- Gustav Waldau (de) : le baron
- Julius Brandt : Kreindl, le fiacre
- Paul Morgan : Prof. Mandling
- Alexander Herrnfeld
- Mlle Zeckendorf

## Production
La pièce Der Herr ohne Wohnung est montée à l'Apollo-Theater de Vienne en 1913.
Der Herr ohne Wohnung est fait en février 1915, passe la censure du cinéma allemand en juin de la même année et est interdit de projection dans l'Empire allemand pendant la durée de la Première Guerre mondiale. En Autriche-Hongrie, Der Herr ohne Wohnung débute le 8 septembre 1915 dans le cadre d'une représentation spéciale de la Kleine Bühne. La diffusion en masse a lieu lors du réveillon du Nouvel An 1916. La longueur du film en trois actes est de 1 150 mètres.
Un remake quelque peu élargi de la comédie est réalisé à nouveau à Vienne en 1934 sous le même nom par E. W. Emo qui met en scène Paul Hörbiger et Hermann Thimig.